# Zsigmondi Boris
Zsigmondi Boris (Nemeskürt, 1908. június 17. – Budapest, 1978. március 2.) szlovákiai magyar rendező, fotóművész.

## Életpályája
Tanulmányait Bécsben és Pozsonyban (1938-1939) végezte el. 1939-ben Angliába utazott. 1945-ben jött vissza. 1946-tól a Mafirt filmhíradószerkesztője, majd filmoperatőre lett. 1950-1956 között a Magyar Foto külföldi képszerkesztője volt. 1956-1960 között a Filmarchívum tudományos munkatársa volt. 1960-1978 között a Magyar Televízió rendezője volt.
Portréfilmet készített többek közt: Bortnyik Sándorról, Czóbel Béláról, Egry Józsefről, Goldmann Györgyről, Barcsay Jenőről, Borsos Miklósról, Ferenczy Béniről, Kassák Lajosról, Vajda Lajosról.

## Filmjei, műsorai
- A műkincsek testőrei: restaurálás, konzerválás (1968)
- A művészet legyen mindenkié (1965)
- Arcok a magyar középkorból 1-2. (1972)
- Grafikák a Szépművésztei Múzeumban: Bruegeltől Rembrandtig (1967)
- Jelek a térben: Schéner Mihály-portré (1977)
- Magyar tájak: Dunakanyar (1977)
- Magyarországi műemlékek: Gyulai vár (1978)
- Látogatás Ruzicskay Györgynél (1971)
- Népművészet (1961)
- „Szólt a szikla” - Borsos Miklós–portré (1963)
- A Budai vár (1970)
- A forradalom művészete (1967)
- A plakát művésze - Konecsni György (1968)
- A szép könyv mestere - Szántó Tibor-portré (1972)
- Amíg egy kiállítás elkészül (1963)
- Árpád-kori köztemplom Hidegségben (1976)
- Egy magángyűjtemény kincsei (1965-1966)

## Képei
- Szlovák árus gyerekek Prágában (1933-1934)

## Csoportos kiállításai
- 1933 Prága, Brno
- 1934 Prága, Pozsony
- 1971 Pozsony
- 1989 Budapest